# Anthony Reid
Anthony Reid (ur. 17 maja 1959 roku w Glasgow) – brytyjski kierowca wyścigowy.

## Kariera
Reid rozpoczął karierę w międzynarodowych wyścigach samochodowych w 1985 roku od startów w BBC Grandstand FF2000 Championship, gdzie jednak nie zdobywał punktów. W późniejszych latach Brytyjczyk pojawiał się także w stawce Brytyjskiej Formuły 3, GM Lotus Euroseries, Brytyjskiej Formuły Vauxhall Lotus, Interserie Div. 1, All Japan Sports Prototype Car Endurance Championship, 24-godzinnego wyścigu Le Mans, World Sports-Prototype Championship, Sportscar World Championship, Formuły 3 Fuji Cup, Japońskiej Formuły 3, All Japan Touring Car Championship, Grand Prix Makau, Japońskiej Formuły 3000, FIA Touring Car World Cup, All-Japan GT Championship, Spanish Touring Car Championship, German Supertouring Championship, British Touring Car Championship, DMSB Produktionswagen Meisterschaft Division 1, TC2000, BTCC Masters, British GT Championship, FIA GT3 European Championship, TC2000 Copa Endurance Series Argentina, Brytyjskiego Pucharu Porsche Carrera, Grand Prix Masters oraz Goodwood Revival St. Marys Trophy.

## Wyniki w 24h Le Mans
| Rok  | Zespół                  | Partnerzy                          | Samochód               | Klasa  | Okr. | Poz. | Klasa Pos. |
| ---- | ----------------------- | ---------------------------------- | ---------------------- | ------ | ---- | ---- | ---------- |
| 1990 | Alpha Racing Team       | Tiff Needell David Sears           | Porsche 962C           | C1     | 352  | 3    | 3          |
| 1991 | Konrad Motorsport       | Franz Konrad Pierre-Alain Lombardi | Porsche 962C           | C2     | 98   | NU   | NU         |
| 1996 | Newcastle United Lister | Geoff Lees Tiff Needell            | Lister Storm GTS       | GT1    | 295  | 19   | 11         |
| 2001 | MG Sport & Racing Ltd.  | Warren Hughes Jonny Kane           | MG-Lola EX257          | LMP675 | 30   | NU   | NU         |
| 2002 | MG Sport & Racing Ltd.  | Warren Hughes Jonny Kane           | MG-Lola EX257          | LMP675 | 129  | NU   | NU         |
| 2005 | Scuderia Ecosse         | Andrew Kirkaldy Nathan Kinch       | Ferrari 360 Modena GTC | GT2    | 70   | NU   | NU         |